# Vangjush Mio
Vangjush Mio (ur. 3 marca 1891 w Korczy, zm. 30 grudnia 1957 w Tiranie) – albański malarz impresjonista, brat reżysera i aktora Sokrata Mio i pisarza Anastasa Mio.

## Życiorys
Syn Thimi i Polikseni. W 1908, mając 17 lat wraz ze starszym bratem wyjechał z rodzinnej Korczy do Rumunii, gdzie uczył się w szkole średniej, a w 1915 rozpoczął studia w Akademii Sztuk Pięknych w Bukareszcie. Studia ukończył dyplomem w 1919, w tym samym roku mieszkańcy Bukaresztu mogli obejrzeć pierwszą wystawę malowanych przez Mio pejzaży. W 1920 powrócił do Korczy, gdzie zorganizował wystawę swoich prac (była to prawdopodobnie pierwsza w dziejach Albanii wystawa indywidualna). W tym samym roku wyjechał do Włoch, gdzie kontynuował studia w Królewskiej Akademii Sztuk Pięknych w Rzymie. Z powodów ekonomicznych w 1923 był zmuszony przerwać studia. Wrócił do Albanii, gdzie przez kilka miesięcy pracował jako nauczyciel w liceum w Korczy. W 1924 uzyskał stypendium rządu albańskiego, dzięki któremu mógł skończyć studia w Rzymie i w 1924 uzyskać dyplom artysty-malarza.
Po powrocie do Albanii swój dom w Korczy zamienił na pracownię, malując pejzaże i udzielając chętnym lekcji rysunku. Wśród malarzy albańskich był pierwszym impresjonistą. Kolejne wystawy indywidualne V. Mio mogli obejrzeć mieszkańcy Tirany w 1928, a Korczy - w 1933 (na tej ostatniej zaprezentowano 40 prac Mio). Na wystawie albańskiego malarstwa narodowego w 1931, organizowanym przez stowarzyszenie Przyjaciele Sztuki znalazło się 29 dzieł sygnowanych przez V.Mio. 
W 1934 powrócił do pracy w liceum w Korczy, co sprawiło, że mniej czasu poświęcał na malowanie. Kolejną wystawę swoich prac otworzył w 1945 w Korczy (była to pierwsza wystawa malarstwa albańskiego po wyzwoleniu z okupacji niemieckiej). W tym czasie pracował w korczańskim liceum i współpracował z teatrem w Korczy, projektując scenografie do wystawianych przez niego sztuk. W latach 50. jako scenograf współpracował także z Filharmonią Albańską, przygotowując projekty dla pierwszych albańskich baletów. W listopadzie 1957, miesiąc przed śmiercią otwierał wystawę prezentującą dokonania albańskich malarzy w stołecznej Galerii Narodowej.

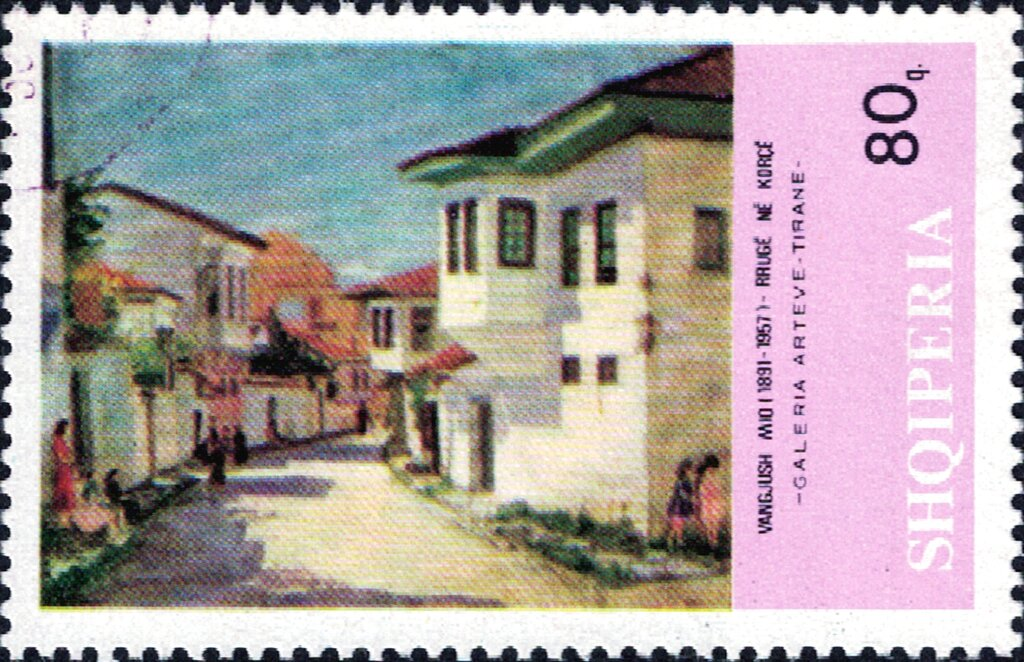
V. Mio, Ulica w Korczy (1930)

Specjalizował się w pejzażach i portretach. W czasie pobytu we Włoszech malował także akty, ale po powrocie do Albanii nie mógł znaleźć Albanek, chętnych do pozowania.
Zmarł w wyniku powikłań, spowodowanych żółtaczką.

## Pamięć o artyście
Pozostawił po sobie ponad 400 obrazów i 300 szkiców. Największą kolekcją dzieł dysponuje Narodowa Galeria Sztuki w Tiranie (60 płócien). Przez władze Albanii został wyróżniony pośmiertnie tytułem Malarza Ludu (alb. Piktor i Popullit). Jego imieniem nazwano Pałac Kultury w Korczy, a także ulicę w północnej części Tirany. W 1960 ukazała się biografia Mio, pióra Vangjusha Tushiego. W 1965 film dokumentalny o jego życiu i twórczości nakręcił Gëzim Erebara. W 2010, z inicjatywy córki malarza Rozety jego dom i pracownia w Korczy zostały zamienione na muzeum. Od 2007 odbywa się w tym miejscu festiwal poświęcony artyście.
W 2020 został odznaczony pośmiertnie orderem "Nderi i Kombit" (Honor Narodu).